# المبادرة العالمية للقضاء على شلل الأطفال
المبادرة العالمية للقضاء على شلل الأطفال هي مبادرة تم إنشاؤها عام 1988،  بعد أن قررت الجمعية العامة لمنظمة الصحة العالمية القضاء على مرض شلل الأطفال بحلول عام 2000. وقد وصفتها منظمة الصحة العالمية بأنها أكبر مبادرة للصحة العامة في التاريخ.

## الاستراتيجية
ترتكز إستراتيجية القضاء شلل الأطفال على تطعيم كل طفل معرض للإصابة بالمرض؛ حتى  لا يتبقى أي أحد يمكن أن ينتقل إليه المرض وبالتالي يختفي المرض في النهاية.
تترأس المنظمات التالية المبادرة:
- منظمة الصحة العالمية وهي مسؤولة عن التخطيط، والتوجيه الفني، واتصديق على القضاء على المرض.
- منظمة روتاري الدولية التي تشمل مسؤولياتها جمع التبرعات والمناصرة وتوظيف المتطوعين.
- مركز مكافحة الأمراض وهو مسؤول عن تجنيد العلماء وخبراء الصحة العامة في منظمة الصحة العالمية واليونيسيف.
- اليونيسيف وهي المسؤولة عن توزيع التطعيمات  ومساعدة البلدان على تطوير استراتيجيات التواصل والتوعية.
- مؤسسة جيتس والتي قدمت حصة كبيرة من التمويل.[2]

تشتمل الاستراتيجيات الرئيسية التي تستخدمها المبادرة العالمية للقضاء على شلل الأطفال على تقوية مناعة الأطفال عن طريق اللقاحات الفموية، وإجراء المراقبة من خلال التحقيق في أسباب حالات الشلل الرخوي الحاد لدى الأطفال دون سن الخامسة عشر (ذلك لتحديد المناطق التي تم فيها القضاء على الفيروس بالفعل) وإجراء حملات تطهير في المناطق التي وُجد فيها حالات شلل الأطفال.

## التمويل
بحلول عام 2012 جمعت المبادرة العالمية للقضاء على شلل الأطفال تمويلا يبلغ قدره 9 مليارات دولار، وفي عام 2011 وحده جمعت 1.1 مليار دولار لميزانية يبلغ قدرها 0.98 مليار دولار.
30% من تمويلها من مؤسسة جيتس، و30% من حكومات الدول المتقدمة، و27% من الدول المعرضة لخطر الإصابة بشلل الأطفال، والمبلغ المتبقي من المنظمات غير الربحية وممولين من القطاع الخاص ومؤسسات أخرى.
و من المحتمل في المستقبل أن تمول المبادرة العالمية للقضاء على شلل الأطفال بالكامل من مؤسسات خاصة.

## التقييم
في عام 1995، تم إنشاء لجنة تصديق عالمية للتصديق على حملات القضاء على انتقال العدوى ووضع حد لانتقال فيروس شلل الأطفال من النوع البري. يتطلب التصديق من أقاليم منظمة الصحة العالمية الستة أن تكون جميع البلدان في تلك المنطقة معتمدة من قبل اللجنة، بحلول عام 2000 استوفى كل من منطقتي غرب المحيط الهادي والأمريكتين المعايير اللازمة لاعتمادهم كمناطق خالية من شلل الأطفال. بحلول عام 2012 انخفض العدد الأولي للحالات المقدرة في عام 1988 والبالغة 350.000 حالة في 125 دولة موبوءة إلى 650 حالة مؤكدة، بالإضافة إلى ذلك تم التصديق الآن على ثلاثة من أقاليم منظمة الصحة العالمية الستة (أوروبا، الأمريكتان، غرب المحيط الهادئ) تم حذف الهند التي اعتقد الكثيرون أنها ستواجه التحدي الأكبر المتمثل في القضاء على شلل الأطفال من قائمة البلدان الموبوءة، وفقاً لأحدث دراسة أجرتها المبادرة العالمية للقضاء على شلل الأطفال في عام 2016، لا يزال هناك ثلاثة بلدان فقط مدرجة على القائمة، وهي نيجيريا وأفغانستان وباكستان.
وبسبب هذا الانخفاض الهائل؛ من المحتمل أن يأتي تمويل المبادرة العالمية للقضاء على شلل الأطفال قريبًا بالكامل من متبرعين وجهات خاصة والمؤسسات مثل مؤسسة غيتس بدلاً من الدول الفردية، في الواقع أدرج بيل غيتس القضاء على شلل الأطفال كواحد من «أهم أولوياته الشخصية».
حددت دراسة أجريت عام 2011 من قبل كلية ميدلبوري (بتكليف من مؤسسة غيتس) قائمة توصيات حول كيفية عمل المبادرة العالمية للقضاء على شلل الأطفال للمضي قدمًا:
- تشمل مراقبة الأمراض الأخرى في أنظمة مراقبة شلل الأطفال.
- استخدم حملات متكاملة للوصول إلى السكان المهمشين.
- توحيد وتجميع خرائط شلل الأطفال للسكان المهمشين لتزويدهم بخدمات إضافية.
- تمويل التطعيم الروتيني في أماكن حملات شلل الأطفال المتكررة.
- بناء قدرات الموظفين في مجموعة متنوعة من المناطق بعيدأ عن شلل الأطفال.
- تبادل المعلومات ذات الصلة التي تم جمعها خلال حملات شلل الأطفال مع البرامج الصحية الأخرى.
- إضافة أسئلة حول المؤشرات الصحية الرئيسية التي تهم في تقييم ما بعد الحملة.
- التواصل مع العمال عن سبب أهمية الحملات المتكررة في المناطق ذات الكثافة العالية.
- رفع الحوافز النقدية للعاملين في الحملة لمستوى أجر معيشي أو إلغاءها بالكامل
- القيام بإجراء جلسات تخطيط متقاطعة لتحديد كيفية دمج البرامج والخدمات لتقليل عبء القوى العاملة دون المساس بالأهداف البرنامجية.
- عدم القيام بحملات شلل الأطفال إلا عندما تكون ضرورية.
- التخفيف من  آثار تعطيل الخدمة من خلال التخطيط الاستراتيجي.[4]

## المرحلة النهائية
الأخيرة لاستئصال شلل الأطفال في مبادرة القضاء على شلل الأطفال، أو ما يعرف باسم «المرحلة النهائية» هي كما يلي:
- كشف وتعطيل جميع عمليات نقل فيروس شلل الأطفال
- تعزيز نظم التطعيم وسحب لقاح شلل الأطفال عن طريق الفم
- كبح فيروس شلل الأطفال والتصديق على إيقاف العدوى
- التأكد من أن الاستثمارات المتبقية التي تم إجراؤها للقضاء شلل الأطفال تؤدي لتحسين الصحة العالمية